# Michael Evans Behling
Michael Evans Behling (Columbus, Ohio, 5 de marzo de 1996) es un actor y modelo estadounidense, más conocido por su papel de Jordan Baker en All American.

## Biografía

### Vida y educación
Behling nació en Columbus, Ohio y fue adoptado por Mike y Carol Behling, pero creció en Columbus, Indiana. Es birracial y fue adoptado por una familia blanca. En un video de YouTube de marzo de 2020, afirmó que su padre es de ascendencia nigeriano y su madre es de ascendencia alemana y que su apellido es alemana. Tiene tres hermanos, Matt, Adam y Andrea.
Behling asistió a Escuela Secundaria Columbus Norte, donde jugó fútbol durante dos años y corrió en pista. Estuvo en el cuadro de honor y se graduó en 2015. Asistió a la Universidad Estatal de Indiana durante dos años como estudiante de pre-medicina antes de abandonar la escuela para dedicarse al modelaje y la actuación.

### Vida privada
Behling vive en Los Ángeles. Defiende activamente los derechos de los animales y la conciencia sobre la salud mental. Él y su coprotagonista Daniel Ezra son amigos y suelen pasar el rato después de filmar.

## Filmografía
| Año        | Título                         | Personaje         | Notas                             |
| ---------- | ------------------------------ | ----------------- | --------------------------------- |
| 2017       | Empire                         | Handsome Dude     | Episodio: "The Lady Doth Protest" |
| Desde 2018 | All American                   | Jordan Baker      | Reparto principal                 |
| 2019       | Grey's Anatomy                 | Brady             | Episodio: "Good Shepherd"         |
| 2021       | A Cinderella Story: Starstruck | Jackson Stone     | Directo a video                   |
| 2022       | All American: Homecoming       | Jordan Baker      | Invitado especial, 4 episodios    |
| 2022       | The Manny                      | Morgan Washington | Tubi Original                     |